# منصور الرشیدی
منصور الرشیدی (انگلیسی: Mansour Al-Rashidi؛ زادهٔ ۱۲ آوریل ۱۹۸۴) تیرانداز اهل کویت است.
وی در مسابقات کشوری و بین‌المللی در مجموع برندهٔ ۳ مدال طلا، ۱ مدال برنز شده‌است.